# Das Spukschloß im Salzkammergut
Das Spukschloß im Salzkammergut ist ein deutscher Schlagerfilm von Hans Billian und Rolf Olsen aus dem Jahr 1966.

## Handlung
Nach drei Jahren in den USA kehrt Sängerin Hannelore Auer nach Europa zurück. Sie wird von Manfred Schnelldorfer abgeholt und beide fahren zum Weißen Rössl am Wolfgangsee. Sie wollen sich mit Eva und Udo treffen, da Udo gerade in der Nähe auftritt. Eva war ursprünglich Schauspielerin, hat dies jedoch nach der Heirat mit Udo aufgegeben. Weil Manfred nachfragt, erzählt Hannelore ihm auf der Fahrt die Geschichte, wie es zur Heirat der beiden gekommen ist.
Alles beginnt mit einem großen Streit. Udo will mit der Revue von Otto Pfeffer auf Tournee gehen und seine Verlobte Eva soll mitkommen. Die jedoch überlegt es sich anders und will stattdessen Schauspielerin sein. Beide streiten sich und Udo geht alleine auf Tournee. Über den Schauspielagenten Schwarz erhält Eva ein Engagement bei Direktor Sauerwein, der ein Stück um Cleopatra auf einer Freilichtbühne aufführen will. Auch Isolde Tristan, die Eva im Besetzungsbüro kennengelernt hat, wird engagiert. Schadenfroh berichtet Eva Udo von ihrem Engagement und baldigen Durchbruch auf der Bühne. Mit den weiteren Darstellern Rudi Lustig, Viktor Emmanuel Paulini und Sigrid Gloria Scharf begeben sich Eva und Isolde zur Burg Forchtenstein, wo sie am nächsten Tag Theater spielen sollen. Direktor Sauerwein hatte darauf spekuliert, dass sein Neffe Heinrich als Schlossherr alle Darsteller unterbringen wird. Heinrich jedoch entpuppt sich als Hausmeister und die Schlossräume als vermietet – an Otto Pfeffer und seine Revue, die im Nachbarort Mörbisch am See auf einer Seebühne spielen wollen. Eva und die anderen Darsteller werden am nächsten Morgen daher umquartiert.
Udo und seine Sänger erscheinen am nächsten Tag. Abends wollen sie Eva und den Darstellern einen Streich spielen und veranstalten im Schlosshof ein spontanes Konzert. Der Theatergruppe laufen die Zuschauer in Scharen davon, um beim Konzert dabei zu sein, sodass die Gruppe am Ende vor leeren Rängen steht. Sauerwein ist ruiniert und unglücklich. Eva, Isolde und Sigrid sind empört und Eva kündigt Udo die Freundschaft. Die Schauspieler versprechen, sich zu rächen. In der Nacht gehen sie als Monster und Gespenster um und bringen die Sänger um ihren Schlaf. Auch die Revue am nächsten Tag sabotieren sie. Sie bohren ein Boot an, das für einen Auftritt benutzt wird, sodass der Sänger bald im Wasser steht. Zudem füllen sie Instrumente mit Wasser, bringen Direktor Pfeffer zu Fall und sägen die Bühne an, sodass die halbe Revuetruppe am Ende ins Wasser fällt. Das Engagement ist für die Schauspieler dennoch vorbei und so machen sich Eva und Isolde am nächsten Tag auf den Heimweg. Udo fängt sie ab. Direktor Pfeffer hat eine große Werbeaktion gestartet und so spielen die Schauspieler am Abend doch und das vor vollem Haus. Das tragische Stück um Cleopatra gerät aufgrund der Unfähigkeit der Darsteller zu einem Lacherfolg und begeistert so sehr, dass Pfeffer es gekürzt in seine Revue aufnehmen wird. Eva und Udo versöhnen sich wieder und am Ende ist selbst eine Hochzeit zwischen beiden vorstellbar.

## Produktion

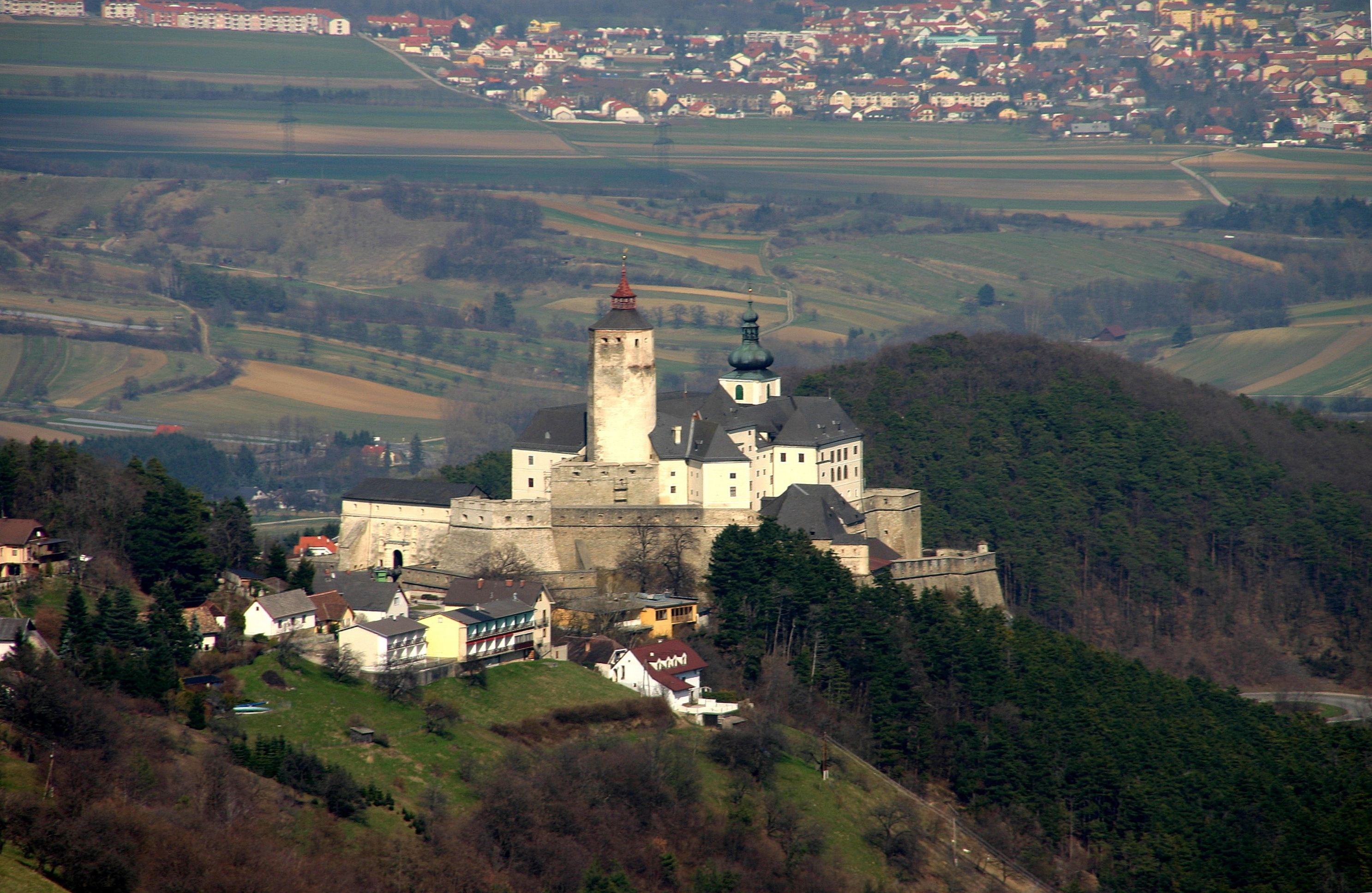
Burg Forchtenstein, ein Drehort des Films

Das Spukschloß im Salzkammergut wurde unter den Arbeitstiteln … und so ziehen wir mit Gesang, Verliebt bis über beide Ohren und Hochzeit im Salzkammergut unter anderem auf Burg Forchtenstein gedreht. Die Filmbauten stammen von Hans Zehetner. Der Film kam am 25. November 1966 in die Kinos.
Im Film sind zahlreiche Lieder zu hören:
- Peggy March und Benny Thomas: Tausend Steine
- Peggy March: Hundert Jahre und noch mehr
- Udo Jürgens: Das kann auch dir gescheh’n
- Candy Kids: Bimmelbahn
- Peter Hinnen: Ich reite nach Alaska
- Rocco Granata: Tango d’amore
- Jimmy Makulis: Maro, Maro
- Jack Hammer: Eva-Twist
- Hannelore Auer: Nur mein Herz bleibt in Mallorca

## Kritik
Für den film-dienst war Das Spukschloß im Salzkammergut „dummer Klamauk“. Ein ähnliches Fazit zieht der Evangelische Film-Beobachter: „Schlagerrevue aus der Klamottenkiste von Opas Kino mit einem Minimum an Handlung und Witz und einem Maximum an Albernheiten. Freigegeben ab 6 Jahren – wohl damit wenigstens ein paar Zuschauer dabei sind, die alle die Kalauer noch nicht kennen.“